# Blumenavia rhacodes
Blumenavia rhacodes ist eine Pilzart aus der Familie der Stinkmorchelverwandten (Phallaceae).

## Merkmale
Zunächst erscheint Blumenavia rhacodes in Form eines cremefarbenen bis grau-braunen Hexeneis, das 3,5 × 3 cm groß wird. Bei Reife öffnet sich das Hexenei und es streckt sich das hellorange bis gelbe Receptaculum heraus, welches 8,5–13 × 8 cm groß wird und aus 3–6 Säulen zusammengesetzt ist. Die Säulen sind im oberen Bereich des Fruchtkörpers zu einem Bogen verschmolzen und liegen an ihrer Basis frei in der Volva. An den Außenseiten der Säulen, die im Querschnitt dreieckig bis trapezförmig geformt sind, läuft eine Furche entlang. Die übelriechende Sporenmasse (Gleba) befindet sich auf speziellen Sporenschleim-Strukturen, den sog. „Glebiferen“, die die gesamten Innenflächen der Säulen überziehen.

Die Sporen werden 3–4 × 1–1,5 µm groß.

## Verbreitung
Das Verbreitungsgebiet von Blumenavia rhacodes umfasst Mexiko (Veracruz), die Karibischen Inseln (Trinidad) und Südamerika (Brasilien).

## Ökologie
Bei Blumenavia rhacodes handelt es sich um einen Saprobionten, der am Boden auf Kaffeeplantagen und in Feuchtwäldern erscheint.

## Bedeutung
Der Speisewert von Blumenavia rhacodes ist unbekannt.